# (9270) Sherryjennings
(9270) Sherryjennings, désignation provisoire 1978 VO8, est un astéroïde de la ceinture principale découvert en 1978.

## Description
(9270) Sherryjennings a été découvert le 7 novembre 1978 à l'observatoire Palomar, situé au nord de San Diego en Californie, par Eleanor Francis Helin et Schelte J. Bus.

### Caractéristiques orbitales
L'orbite de cet astéroïde est caractérisée par un demi-grand axe de 3,5 UA, un périhélie de 2,61 UA, une excentricité de 0,14 et une inclinaison de 2,51° par rapport à l'écliptique. Du fait de ces caractéristiques, à savoir un demi-grand axe compris entre 2 et 3,2 UA et un périhélie supérieur à 1,666 UA, il est classé, selon la JPL Small-Body Database, comme objet de la ceinture principale.

### Caractéristiques physiques
(9270) Sherryjennings a une magnitude absolue (H) de 13,3 et un albédo estimé à 0,288.

## Étymologie
Cet astéroïde est nommé en l'honneur de Sherry Ann Jennings (1962-).